# Sammlung Quellmalz
Die Sammlung Quellmalz ist eine Sammlung wissenschaftlicher Schallaufzeichnungen. Sie umfasst rund 400 originale Magnetbänder mit rund 140 Stunden Aufnahmezeit aus den Jahren 1940 bis 1942, die im Auftrag des sogenannten Ahnenerbes in Südtirol aufgenommen wurden, um das Lied- und Erzählgut der zur Auswanderung bestimmten Südtiroler Bevölkerung festzuhalten. Entstanden als Folge nationalsozialistischer Politik ist die Sammlung, über die frühen und in ihrem Umfang einzigartigen Tondokumente hinaus, ein Zeugnis der politischen Verstrickung der Wissenschaft zur Zeit des Nationalsozialismus. Ihren Namen verdankt die Sammlung dem Musikwissenschaftler Alfred Quellmalz. Sie stellt den weltweit ersten großen Feldeinsatz einer jungen Schallaufnahmetechnik dar. Die Sammlung gehört der Universität Regensburg. Das Wiener  Phonogrammarchiv hat von der Sammlung zwischen 2006 und 2007 eine vollständige quellenkritische Übertragung und Digitalisierung der Originalaufnahmen erarbeitet. 
Bereits in den Jahren 1982 bis 1988 wurde die Sammlung für das Referat Volksmusik am Institut für Musikerziehung in deutscher und ladinischer Sprache/Bozen kopiert und auf DAT Tonbänder übertragen, später dann auch auf CD überspielt.
Die Arbeiten wurden von Franz Kofler (Volksmusikpfleger des Landes Südtirol 1979–1995) durchgeführt.